# George Gibbs (cầu thủ bóng đá, sinh năm 1953)
George Gibbs (sinh ngày 23 tháng 12 năm 1953) là một cựu cầu thủ bóng đá người Anh thi đấu ở vị trí hậu vệ và tiền vệ.

## Sự nghiệp
Sinh ra ở London, Gibbs thi đấu ở Hoa Kỳ và Canada cho Rochester Lancers, Toronto Blizzard, Tulsa Roughnecks và Kansas City Comets.